# Tempesta sulla Manica
Tempesta sulla Manica (titolo originale in francese Tempête sur la Manche) è un racconto scritto dall'autore belga Georges Simenon, in cui compare protagonista la figura di Maigret.
È stato scritto a Neuilly-sur-Seine, in Francia nell'inverno 1937-38.

## Trama
Piove, è novembre. Maigret con la moglie si sta recando nel Regno Unito, in vacanza, tre mesi dopo il suo pensionamento. Ma la traversata Dieppe-Newhaven è interrotta per una tempesta sulla Manica. I due si fermano dunque alla "Pensione Otard" di Dieppe, mentre un suo cliente lascia la sua stanza accompagnato dalla cameriera, Jeanne Fénard. Maigret vorrebbe andare a giocare a carte in qualche bar, ma piove troppo e si mette a leggere, quando all'improvviso arriva la polizia: Jeanne è stata trovata morta. Tutti vengono interrogati e Irma, un aiuto-cameriera quindicenne piange, anche perché la morta ha lasciato un bambino di 4 anni. Maigret, che si è fatto riconoscere, aiuta nelle indagini. Si scopre che Jeanne aveva un ragazzo, Gustave detto "dente rotto", un pescatore, che resta sconvolto alla notizia della morte di lei. L'uomo che ha lasciato la pensione all'arrivo di Maigret, un inglese di nome John Miller, non è mai sceso dal battello dove Jeanne lo ha accompagnato, ma Maigret non si fa deviare su una falsa pista.
Tra gli ospiti della pensione ci sono infatti anche Jules ed Émilie Mosselet, marito e moglie, che si scopre essere di Villecomtois, nel Cher, da dove stranamente veniva anche la vittima. Anche la signora Maigret aiuta, scoprendo che i numeri segnati sul menu trovato accanto alla vittima sono misure da sarto. Ma la verità è che Jeanne aveva riconosciuto in Mosselet il padre del suo bambino, avuto quando faceva la cameriera nel suo albergo, e ora lo minacciava di dire tutto alla moglie, spingendo l'uomo a ucciderla.

## Edizioni
In francese è uscito la prima volta sul nº 4 [prima serie] di "Police-Film", il 20 maggio 1938, poi nell'edizione del 1944 della raccolta Les nouvelles enquêtes de Maigret, pubblicata da Gallimard.
In italiano, è uscito presso Mondadori, con il titolo Tempesta sulla Manica nella traduzione di Bruno Just Lazzari, nel 1955 e 1956 in quattro puntate ne "I Capolavori Dei Gialli Mondadori" (nnº 29, 30, 31 e 32). Ha poi fatto parte, nella traduzione di Elena Cantini, della raccolta Due giorni per Maigret, per le collane “Romanzi di Simenon” (nº 189), ivi, 1962; “Le inchieste del commissario Maigret” (nº 41), ivi, 1967; “Oscar” nº 265 (G56), ivi 1970. È anche uscito sul periodico "Grazia" in due puntate, il 1° e l'8 ottobre 1972. È stato poi incluso nel 2013 nella raccolta Assassinio all'Étoile du Nord e altri racconti, nella traduzione di Marina Di Leo per Adelphi (parte della collana "gli Adelphi", al nº 441).

## Opere derivate
Il racconto è stato adattato per la televisione quale
- Episodio dal titolo Tempête sur la Manche, facente parte della serie televisiva Les enquêtes du commissaire Maigret per la regia di Edouard Logercau, trasmesso per la prima volta su Antenne 2 il 26 febbraio 1989, con Jean Richard nel ruolo del commissario Maigret.

L'emittente di Stato svizzera RSI nel 1998 ha trasmesso sulla Rete Due un adattamento radiofonico dal titolo Buona vacanza, Commissario Maigret, per la regia di Enrico Colosimo..